# Mathilde Weckerlin

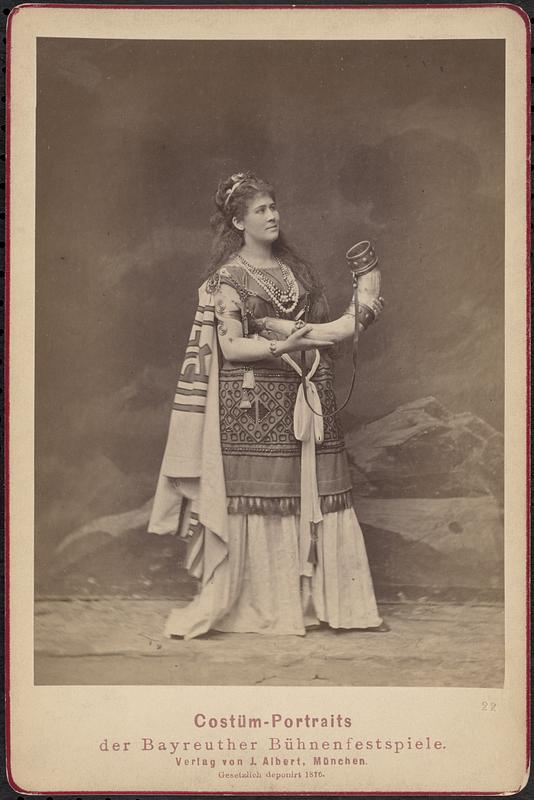
Fotografia de Mathilde Weckerlin.

Mathilde Weckerlin (Sigmaringa, Baden-Wurtemberg (Alemanya), 5 de juny, 1848 - Pöcking, Baviera, 18 de juliol, 1928), fou una cantant alemanya.
Estudià cant amb Julius Stockhausen, i va fer el seu debut al Teatre Dessau Court el 1868, on va ser membre de la companyia durant tres anys, i va cantar al Hannover Court Theatre des de 1871 en endavant. El 1876 va formar part del conjunt de l'òpera de la Cort de Múnic i, més tard, el mateix any va cantar al primer Festival de Bayreuth en la primera interpretació completa de The Ring of Nibelungen; va interpretar el paper de Gertrude en la premiere de Götterdämmerung (El capvespre dels déus o El crepuscle dels déus).
A més dels papers wagnerianos, va excel·lir com Norma, Leonora a Fidelio i Aïda i va cantar a l'estrena del "Faust" de Heinrich Zöllner a Múnic el 1887. Es va casar amb el compositor Hans Bußmeyer (1853-1930) el 1877 i es va retirar dels escenaris el 1896.